# Sousa da Silveira
Álvaro Ferdinando de Sousa da Silveira (Rio de Janeiro, 1 de maio de 1883 — Rio de Janeiro, 5 de setembro de 1967) foi um filólogo, lingüista, foneticista e lexicógrafo brasileiro.
Bacharel em Ciências e Letras pelo Colégio D. Pedro II; Engenheiro Geográfico e Civil pela Escola Politécnica do Rio de Janeiro; Docente nomeado na Cadeira de Português da Escola Normal do distrito federal; Professor da Seção de Português, Latim e Literatura da Escola Técnica Secundária do Departamento de Educação.  

## Biografia
Filho de pai português. No liceu foi contemporâneo de Manuel Bandeira, Antenor Nascentes e de outros que seriam grandes vultos no Brasil.

Nas suas aulas de textos vicentinos tinha como ouvintes Manuel Bandeira e Mário de Andrade.

## Obras
- Lições de português
- Máximas, pensamentos e reflexões do Marquês de Maricá
- Trechos seletos: complemento prático as "lições de português"
- Fonética sintática
- Textos quinhentistas
- Algumas Fábulas de Pedro
- A Língua Nacional e o seu estudo (Conferência)

## Homenagens
Em 22 de novembro de 1996 o povoado de Professor Souza - assim denominado em sua homenagem - foi elevado a condição de 3º Distrito do município de Casimiro de Abreu. Tendo como os seguintes pontos de limites e confrontações: Ao norte com o limite do município de Macaé; ao sul com o Rio São João, ao leste com o Rio Lontra em toda sua extensão; e a oeste com o Córrego Boa Esperança deste a sua nascente.